# A63高速公路
A63高速公路是法国的一条高速公路，全长121千米，部分路段于1972年建成通车。A63始于Biriatou收费站，终于Pessac，与A630高速公路相连。A63也是欧洲E5、E70、E80公路的一部分。